# Rio Comal
O Rio Comal é o rio navegável mais curto do estado do Texas, Estados Unidos. Proclamado como o "maior rio mais curto do mundo" pelos habitantes locais, ele corre inteiramente dentro dos limites da cidade de New Braunfels no sudeste do Condado de Comal. É um afluente do rio Guadalupe. O Comal começa em Comal Springs em Landa Park e anda 2,5 milhas (4 km) até o seu entroncamento com o Guadalupe.